# George D. Wallace
Pour les articles homonymes, voir Wallace et George Wallace (homonymie).
George Dewey Wallace — né le 8 juin 1917 à New York (État de New York), mort le 22 juillet 2005 à Los Angeles (Californie) — est un acteur américain, généralement crédité George D. Wallace (ou George Wallace).

## Biographie
Au cinéma, il contribue à soixante-neuf films américains à partir de 1950, dont le western L'Homme qui n'a pas d'étoile de King Vidor (1955, avec Kirk Douglas et Jeanne Crain), le classique de science-fiction Planète interdite de Fred M. Wilcox (1956, avec Walter Pidgeon et Anne Francis), La Tour infernale de John Guillermin (1974, avec Steve McQueen et Paul Newman) et Bons Baisers d'Hollywood de Mike Nichols (1990, avec Meryl Streep et Shirley MacLaine).
Son dernier film est Minority Report de Steven Spielberg (avec Tom Cruise et Colin Farrell), sorti en 2002 — trois ans avant sa mort, à 88 ans, en 2005 —.
À la télévision, il apparaît dans cent-trente-neuf séries américaines entre 1952 et 2004, dont Rawhide (trois épisodes, 1960-1961), Les Rues de San Francisco (trois épisodes, 1973-1975), Capitaine Furillo (quatre épisodes, 1983) et The Practice : Donnell et Associés (deux épisodes, 2000).
S'ajoutent treize téléfilms de 1971 à 1993.
Au théâtre, George D. Wallace joue notamment à Broadway (New York), dans cinq comédies musicales disséminées de 1955 à 1981, la première étant Pipe Dream (en) du tandem Rodgers-Hammerstein (1955-1956, avec Helen Traubel et Mike Kellin). Citons également Company sur une musique de Stephen Sondheim (où il remplace George Coe en 1971).

## Filmographie partielle

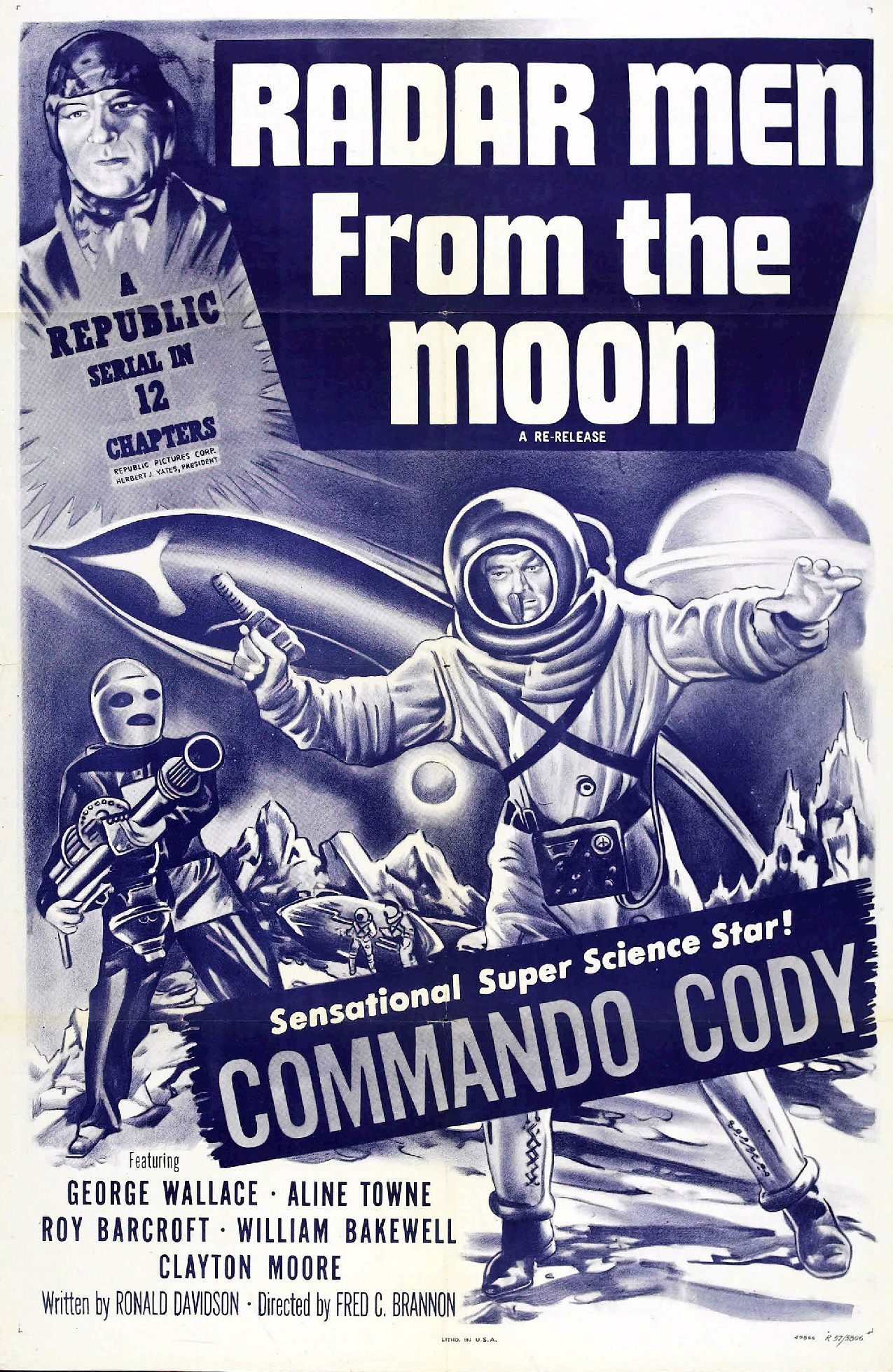
Affiche de Radar Men from the Moon (1952).

### Cinéma
- 1951 : Le Cavalier de la mort (Man in the Saddle) de André de Toth : un cavalier
- 1951 : Duel sous la mer (Submarine Command) de John Farrow : Chef Herb Bixby
- 1952 : Japanese War Bride de King Vidor : Woody Blacker
- 1952 : Le Quatrième Homme (Kansas City Confidential) de Phil Karlson : Olson
- 1952 : La Première Sirène (Million Dollar Mermaid) de Mervyn LeRoy : Bud Williams
- 1952 : Victime du destin (The Lawless Breed) de Raoul Walsh : Brady
- 1952 : Radar Men from the Moon (en) de Fred C. Brannon (serial) : le commandant Cody
- 1953 : Arena de Richard Fleischer : Buster Cole
- 1954 : Les Rebelles (Border River) de George Sherman : Fletcher
- 1954 : Dans les bas-fonds de Chicago (The Human Jungle) de Joseph M. Newman
- 1954 : Le Nettoyeur (Destry) de George Marshall : Curly
- 1955 : Grève d'amour (The Second Greatest Sex) de George Marshall
- 1955 : L'Homme qui n'a pas d'étoile (Man Without a Star) de King Vidor : Tom Carter
- 1955 : Les Rôdeurs de l'aube (Rage at Dawn) de Tim Whelan : le shérif Mosley
- 1955 : Une étrangère dans la ville (Strange Lady in Town) de Mervyn LeRoy : Curley
- 1956 : L'Or et l'Amour (Great Day in the Morning) de Jacques Tourneur : Jack Lawford
- 1956 : Planète interdite (Forbidden Planet) de Fred M. Wilcox : Steve, le bosco
- 1956 : La corde est prête (Star in the Dust) de Charles F. Haas : Joe
- 1962 : Six Chevaux dans la plaine (Six Black Horses) d'Harry Keller : Will Boone
- 1966 : Un truand (Dead Heat on a Merry-Go-Round) de Bernard Girard : le capitaine Yates
- 1966 : Texas, nous voilà (Texas Across the River) de Michael Gordon : Willet
- 1967 : Opération Caprice (Caprice) de Frank Tashlin : un policier
- 1974 : La Tour infernale (The Towering Inferno) de John Guillermin : Jack, un chef des pompiers
- 1977 : The Private Files of J. Edgar Hoover de Larry Cohen : le sénateur Joseph McCarthy
- 1980 : Le Diable en boîte (The Stunt Man) de Richard Rush : le père
- 1986 : Native Son de Jerrold Freedman : le juge
- 1988 : Le Mot de la fin (Punchline) de David Seltzer : Dr Wishniak
- 1988 : Prison de Renny Harlin : Joe Reese
- 1990 : Bons Baisers d'Hollywood (Postcards from the Edge) de Mike Nichols : Carl
- 1991 : Rendez-vous au paradis (Defending Your Life) d'Albert Brooks : le juge de Daniel
- 1992 : La Nuit du défi (Diggstown) de Michael Ritchie : Bob Ferris
- 1994 : My Girl 2 d'Howard Zieff : le vieil homme
- 1994 : Mort ou presque (Almost Dead) de Ruben Preuss : le gardien
- 1996 : Mes doubles, ma femme et moi (Multiplicity) d'Harold Ramis : le vieil homme au restaurant
- 1999 : Un vent de folie (Forces of Nature) de Bronwen Hughes : Max
- 1999 : L'Homme bicentenaire (Bicentennial Man) de Chris Columbus : le président
- 2000 : Nurse Betty de Neil LaBute : le grand-père
- 2002 : Minority Report de Steven Spielberg : le chef de justice Pollard

### Télévision

#### Séries

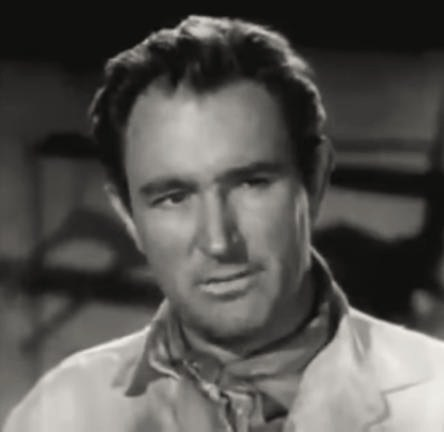
Dans Histoires du siècle dernier, épisode The Younger Brothers (1954)

- 1954 : Histoires du siècle dernier (Stories of the Century)
  - Saison 1, épisode 11 The Younger Brothers de William Witney : Cole Younger
- 1955-1961 : Cheyenne
  - Saison 1, épisode 1 Mountain Fortress (1955) de Richard L. Bare : Plank
  - Saison 6, épisode 9 The Brahma Bull (1961) de Gunther von Fritsch : Blaney Hawker
- 1956-1972 : Gunsmoke ou Police des plaines (Gunsmoke ou Marshal Dillon)
  - Saison 1, épisode 26 Hack Prine (1956) de Charles Marquis Warren : Dolph Timble
  - Saison 9, épisode 5 Easy Come (1963) d'Andrew V. McLaglen : Ham Tobin
  - Saison 17, épisode 24 The Wedding (1972) de Bernard McEveety : le shérif Henning
- 1960 : Sugarfoot
  - Saison 3, épisode 13 Blackwater Swamp de Leslie Goodwins : John Crain
- 1960 : L'Homme à la carabine (The Rifleman)
  - Saison 2, épisode 30 Sins of the Father de Ted Post : Andy Moon
- 1960 : Texas John Slaughter
  - Saison 2, épisode 4 Desperado from Tombstone d'Harry Keller et épisode 5 Apache Friendship d'Harry Keller : Gus
- 1960-1961 : Daniel Boone, première série
  - Saison unique, épisode 2 And Chase the Buffalo (1960) de Lewis R. Foster, épisode 3 The Wilderness Road (1961) et épisode 4 The Promised Land (1961) : Mordecai Tomkins
- 1960-1961 : Maverick
  - Saison 3, épisode 22 A Flock of Trouble (1960) d'Arthur Lubin : Verne Scott
  - Saison 4, épisode 30 Benefit of the Doubt (1961) de Paul Landres : le shérif Joe Holly
- 1960-1961 : Rawhide
  - Saison 2, épisode 18 Le Cheval de la nuit (Incident of the Night Horse, 1960) : Jed Carst
  - Saison 3, épisode 15 L'Indien Ogalla (Incident of the Fish Out of Water, 1961) de Ted Post : le colonel Somers
  - Saison 4, épisode 10 L'Espionne venue du Nord (The Blue Spy, 1961) de Sobey Martin : Brady
- 1960-1967 : Les Aventuriers du Far West (Death Valley Days)
  - Saison 8, épisode 29 Pirates of San Francisco (1960) : Jake Handley
  - Saison 15, épisode 23 Siege at Amelia's Kitchen (1967) de Denver Pyle : Titus Monk
- 1961 : Échec et mat (Checkmate)
  - Saison 1, épisode 19 Between Two Guns de John English : Frankie
- 1961 : 77 Sunset Strip
  - Saison 3, épisode 29 Old Card Sharps Never Die de Robert Sparr : le shérif
- 1961-1963 : Laramie
  - Saison 2, épisode 30 Badge of the Outsider (1961) : Gip
  - Saison 3, épisode 7 Deadly Is the Night (1961 - Alby) de Lesley Selander et épisode 24 Justice in a Hurry (1962 - Marv Jackson) de Joseph Kane
  - Saison 4, épisode 8 Double Eagles (1962 - Sloane) de Joseph Kane et épisode 30 Badge of Glory (1963 - le shérif Mason) de Joseph Kane
- 1962 : Route 66
  - Saison 2, épisode 18 How Much a Pound Is Albatross? de David Lowell Rich : Harlow
- 1962 : Aventures dans les îles (Adventures in Paradise)
  - Saison 3, épisode 20 Le Faux Coupable (Build My Gallows Low) : Eiseck
- 1963-1966 : Le Virginien (The Virginian)
  - Saison 1, épisode 17 The Judgment (1963 - Wilkie Carewe) d'Earl Bellamy et épisode 28 The Mountain of the Sun (1963 - Dixon) de Bernard McEveety
  - Saison 5, épisode 7 The Outcast (1966) d'Alan Crosland Jr. : le shérif de Portersville
- 1964 : Les Accusés (The Defenders)
  - Saison 3, épisode 22 Survival de Tom Gries : le major Thompson
- 1966 : Perry Mason, première série
  - Saison 9, épisode 17 The Case of the Vanishing Victim d'Harmon Jones : Stacey Fielding
- 1966 : Daniel Boone, seconde série
  - Saison 3, épisode 14 When a King Is a Pawn de Lesley Selander : Philippe Gamet
- 1966-1971 : Sur la piste du crime (The F.B.I.)
  - Saison 2, épisode 7 Ordeal (1966) de Ralph Senensky : Graham Lockwood
  - Saison 6, épisode 18 Eye of the Needle (1971) de Virgil W. Vogel : George Ayers
- 1967 : La Grande Vallée (The Big Valley)
  - Saison 2, épisode 29 Jour de grâce (Days of Grace) de Virgil W. Vogel : le shérif-adjoint Otto McAdoo
- 1970 : Bonanza
  - Saison 11, épisode 24 Decision at Los Robles de Michael Landon : le docteur
- 1971 : L'Homme de fer (Ironside)
  - Saison 5, épisode 5 La Femme en noir (In the Line of Duty) de Don McDougall : le juge Amato
- 1973 : L'Homme qui valait trois milliards (The Six Million Dollar Man)
  - Premier épisode pilote La Lune et le Désert (The Moon and the Desert) de Richard Irving : le général
- 1973 : The New Perry Mason, deuxième série
  - Saison unique, épisode 7 The Case of the Murderer Murderer : le sergent Dean
- 1973 : Le Magicien (The Magician)
  - Saison unique, épisode 5 Lightning on a Dry Day de Reza Badiyi : Steve Yates
- 1973-1975 : Les Rues de San Francisco (The Streets of San Francisco)
  - Saison 1, épisode 17 Le Traquenard (The Set-Up, 1973) de George McCowan : Fred Barber
  - Saison 2, épisode 17 Sans issue (Blockade, 1974) de Virgil W. Vogel : le directeur de l'aéroport
  - Saison 4, épisode 7 Meurtre par procuration (Murder by Proxy, 1975) de Virgil W. Vogel : Harold Buxton
- 1974 : La Planète des singes (Planet of the Apes)
  - Saison unique, épisode 12 Le Remède (The Cure) de Bernard McEveety : Talbert
- 1975 : Police Story
  - Saison 2, épisode 16 To Steal a Million : Douglas
- 1975 : Cannon
  - Saison 5, épisode 2 Fatalement frauduleux (The Deadly Conspiracy) : Matt Venner
- 1975 : Kojak, première série
  - Saison 3, épisode 12 Kojak en prison (A Long Way from Times Square) d'Ernest Pintoff : Washburn
- 1975-1977 : La Famille des collines (The Waltons)
  - Saison 4, épisode 2 The Genius (1974) : Dean Beck
  - Saison 6, épisode 1 The Hawk (1976) : Dean Beck
- 1976 : Super Jaimie (The Bionic Woman)
  - Saison 1, épisode 5 Les Griffes : le rancher
- 1976-1978 : La Conquête de l'Ouest (How the West Was Won)
  - Premier épisode pilote The Macahans (1976) de Burt Kennedy et Daniel Mann : Davey Wordley
  - Saison 1, épisode 1 Buffalo Story (1978) de Bernard et Vincent McEveety : Davey Wordley
- 1977 : Barnaby Jones
  - Saison 5, épisode 14 Copy-Cat Killing de Leslie H. Martinson : Gus Willison
  - Saison 6, épisode 2 The Mercenaries de Walter Grauman : Longwood
- 1978 : L'Île fantastique (Fantasy Island)
  - Saison 1, épisode 14 Le Roi du jour / La Famille (King for a Day/Instant Family) de George McCowan : Harry Sand
- 1978 : La Petite Maison dans la prairie (Little House on the Prairie)
  - Saison 5, épisode 14 Le Téléphone (The Godsister) de Michael Landon : Perkins
- 1982-1986 : Les Enquêtes de Remington Steele (Remington Steele)
  - Saison 1, épisode 3 Eaux profondes (Steele Waters Run Deep, 1982) de Jeff Bleckner : Emery Arnok
  - Saison 4, épisode 17 Sous les projecteurs (Steele in the Spotlight, 1986) de Burt Brinckerhoff : Jake Slater
- 1983 : Dallas, première série
  - Saison 7, épisode 2 Les Adieux (The Long Goodbye) de Leonard Katzman : le comptable de J.R.
- 1983 : Capitaine Furillo (Hill Street Blues)
  - Saison 4, épisode 1 Ça, c'est le grand amour (Here's Adventure, Here's Romance), épisode 6 Un cambrioleur courtois (Praise Dilaudid) de Gabrielle Beaumont, épisode 8 À mi-chemin de rien (Midway to What?) de Thomas Carter et épisode 9 Jeu de l'oie (Honk If You're a Goose) d'Arthur Allan Seidelman : le juge Milton Cole
- 1983-1987 : Les deux font la paire (Scarecrow and Mrs. King)
  - Saison 1, épisode 4 Forteresse roulante (Magic Bus, 1983) : le congressiste Fremont
  - Saison 4, épisode 20 Échec et mat (Suitable for Framing, 1987) d'Harvey S. Laidman
- 1984 : Cagney et Lacey (Cagney & Lacey)
  - Saison 3, épisode 5 Baby Broker de John Tiffin Patterson : Cottman
- 1985 : Côte Ouest (Knots Landing)
  - Saison 6, épisode 30 Une longue route (The Long and Winding Road) d'Alexander Singer : le juge Phelps
  - Saison 7, épisode 1 Le Jour le plus long (The Longest Day) d'Arthur Allan Seidelman : le juge Phelps
- 1985 : Hôpital St Elsewhere (St. Elsewhere)
  - Saison 4, épisode 4 The Naked and the Dead de Leo Penn : Nelson
- 1986 : Hôtel (Hotel)
  - Saison 3, épisode 21 Hearts Divided de Gabrielle Beaumont : Garrison Snow
- 1986 : Les Feux de l'amour (The Young and the Restless), feuilleton, épisodes (sans titres) 3475, 3479 et 3480 : Arthur Nicholls
- 1986 : Dynastie (Dynasty)
  - Saison 7, épisode 7 La Mission (The Mission) de Don Medford : Walt Tyson
- 1989 : Clair de lune (Moonlightning)
  - Saison 5, épisode 13 Éclipse de lune (Lunar Eclipse) de Dennis Dugan : le père
- 1989 : La Loi de Los Angeles (L.A. Law)
  - Saison 4, épisode 6 Céréales, grossesses et vidéo (Lie Down and Deliver) de Gabrielle Beaumont : le juge Peter Brosens
- 1992 : Star Trek : La Nouvelle Génération (Star Trek: The Next Generation)
  - Saison 6, épisode 3 Le Tribun (Man of the People) de Winrich Kolbe : l'amiral Simons
- 1992-1993 : Un drôle de shérif (Picket Fences)
  - Saison 1, épisode 8 Mort sans douleur (Sacred Hearts, 1992) de Michael Schultz et épisode 18 Lésion dangereuse (Fetal Attraction, 1993) de Martin Davidson : le père Joe Lyons
- 1994 : Walker, Texas Ranger
  - Saison 3, épisodes 7 et 8 Traque dans les marais, 1re et 2e parties (The Road to Black Bayou, Parts I & II) : le shérif Hugo LeBrun
- 1994 : Dingue de toi (Mad About You)
  - Saison 3, épisode 10 La Grande Ville (The City) de David Steinberg : le projectionniste
- 1996 : Cybill
  - Saison 3, épisode 10 Les Anciens de Buffalo (Buffalo Gals) d'Andrew D. Weyman : le père Buchanan
- 1997 : JAG
  - Saison 2, épisode 13 Le Cœur de mon ennemi (Code Blue) de Tony Wharmby : le premier maître Walter Hume
- 1998 : Demain à la une (Early Edition)
  - Saison 2, épisode 16 Esprit de famille (Where or When) de David Grossman : Lou Sinclair
- 2000 : Chicago Hope : La Vie à tout prix (Chicago Hope)
  - Saison 6, épisode 13 Féminin, masculin (Boys Will Be Girls) : Miles Harding
- 2000 : The Practice : Donnell et Associés (The Practice)
  - Saison 4, épisode 18 La Peine de mort (Death Penalties) et épisode 20 Les Cloches de la liberté (Liberty Bells) de Michael Schultz : le juge Andrew Wood
- 2002 : X-Files : Aux frontières du réel (The X-Files)
  - Saison 9, épisode 8 Écorchés (Hellbound) de Kim Manners : Bertram Mueller
- 2002 : Buffy contre les vampires (Buffy the Vampire Slayer)
  - Saison 6, épisode 16 La Corde au cou (Hell's Bells) de David Solomon : Alex âgé
- 2004 : Le Monde de Joan (Joan of Arcadia)
  - Saison 1, épisode 20 Photographe en herbe (Anonymous) : le vieil homme

#### Téléfilms
- 1971 : In Search of America (en) de Paul Bogart : Clarence
- 1976 : The Cheerlandeers de Richard Crenna : M. Snow
- 1978 : Colorado C.I. (en) de Virgil W. Vogel : George Hopkins
- 1988 : Terrorist on Trial: The United States vs. Salim Ajami de Jeff Bleckner : Shoop
- 1989 : The Final Days (en) de Richard Pearce : Archibald Cox
- 1990 : People Like Us de William Hale : Max Luby
- 1991 : La Maison hantée (en) (The Haunted) de Robert Mandel : John
- 1992 : L'Enfant de la colère (en) (Child of Rage) de Larry Peerce : Henry
- 1993 : L'Enfant miracle (en) (Miracle Child) de Michael Pressman : le grand-père

## Théâtre à Broadway (intégrale)
(comédies musicales)
- 1955-1956 : Pipe Dream, musique de Richard Rodgers (orchestrée par Robert Russell Bennett), lyrics et livret d'Oscar Hammerstein II : Mac
- 1957-1958 : New Girl in Town, musique et lyrics de Bob Merrill, livret (et mise en scène) de George Abbott, d'après Anna Christie d'Eugene O'Neill, chorégraphie de Bob Fosse : Mat
- 1963 : Jennie (en), musique et lyrics d'Howard Dietz et Arthur Schwartz, livret d'Arnold Schulman, mise en scène de Vincent J. Donehue, costumes d'Irene Sharaff : Randolph de la police montée / James O'Conner / Omar
- 1971 : Company, musique et lyrics de Stephen Sondheim, livret de George Furth, mise en scène d'Harold Prince : David (remplacement)
- 1981 : The First (en), musique de Bob Brush (en), lyrics (et mise en scène) de Martin Charnin, livret de Joel Siegel : Noonan / Branch Rickey (doublure)